# Арсос (окръг Ларнака)
А̀рсос (на гръцки: Άρσος; на турски: Yiğitler) е село в Кипър, окръг Ларнака. Според статистическата служба на Северен Кипър през 2011 г. селото има 327 жители. Де факто е под контрола на непризнатата Севернокипърска турска република.
Намира се на 32 km източно от Никозия.